# Felddienstordnung
Unter dem Titel Felddienstordnung ist eine der zentralen Dienstvorschriften für die deutsche Armee während des Deutschen Reichs erschienen. Sie wurde vom Kaiser als oberstem Kriegsherrn der deutschen Armee erlassen, wobei das Kriegsministerium ermächtigt war, Erläuterungen und notwendige Änderungen eintreten zu lassen. Der Vorläufer, die „Verordnungen über die Ausbildung der Truppen für den Felddienst und über die größeren Truppenübungen“, wurde ebenfalls als Felddienstordnung bezeichnet.
Die Felddienstordnung von 1908 umfasste ohne Anhänge 176 Seiten, sie machte Vorgaben für viele Tätigkeiten: Von der Marschsicherung durch eine Vorhut, Seitendeckung und Nachhut über die Organisation und den notwendigen Flächenbedarf für ein Biwak bis hin zur Verwendung von Brieftauben zur Nachrichtenübermittlung. Der Inhalt umfasste auch die Waffenwirkung oder die Organisation des Munitionsnachschubs. Für die praktische Ausübung des Felddienstes wurde absichtlich Spielraum gelassen, dieser Spielraum durfte durch ranghöhere Offiziere nicht eingeschränkt werden.
1886 erschien zunächst ein vom Generalstab erstellter Entwurf, der im Herbst 1886 von den Truppen erprobt wurde. Anschließend folgte eine völlige Umarbeitung, die dann im April 1887 dem Kaiser zur Genehmigung vorgelegt wurde.
Am 23. April 1887 wurde die Felddienstordnung vom Kaiser genehmigt. Neue Ausgaben erschienen am 20. Juli 1894, am 1. Januar 1900 und am 23. März 1908.
1911 erfolgte eine Anpassung der Felddienstordnung 1908: Um die für Deutschland am 26. Januar 1910 in Kraft getretene Haager Landkriegsordnung umzusetzen, wurde vom Kriegsministerium am 12. Dezember 1911 verfügt, dass der Wortlaut der Haager Landkriegsordnung der Felddienstordnung einfach angehängt wird.
Eine Kodifizierung dieses neuen humanitären Völkerrechts in einfache Regeln für die Soldaten und Offiziere erfolgte nicht. Das reine Nebeneinanderstellen der Felddienstordnung von 1908 und der Haager Landkriegsordnung wird als Mit-Ursache für Kriegsverbrechen durch deutsche Soldaten im Ersten Weltkrieg angesehen.

## Trivia
Im Film Der Hauptmann von Köpenick lernte der Protagonist die Felddienstordnung auswendig.

## Ausgaben der Felddienstordnung
- Volltext der Verordnungen über die Ausbildung der Truppen für den Felddienst und über die größeren Truppenübungen. als Vorläufer der Felddienstordnung
- Entwurf von 1886
- Ausgabe vom 23. Mai 1887
- Ausgabe vom 20. Juli 1894
- Ausgabe vom 1. Januar 1900
- Volltext zur Ausgabe vom 23. März 1908